# 常海
常海（1956年2月—），男，蒙古族，内蒙古科右中旗人，中华人民共和国政治人物，曾任内蒙古自治区人民政府秘书长、党组成员、办公厅党组书记，内蒙古自治区政协副主席，第十届全国人大代表。